# 劉祥瀛
刘祥瀛，廣東香山縣隆镇龙聚环人，字赐钦，清朝軍事人物、武進士出身。
光緒十六年，登庚寅恩科第一百三十八名武进士，授营用守备。